# Bactrogyna
Bactrogyna prominens és una espècie d'aranya araneomorfa de la subfamília Erigoninae, dins de la família Linyphiidae. És l'únic membre del gènere monotípic Bactrogyna.
Fou descrita per primera vegada per Alfred Frank Millidge l'any 1991.

## Distribució
Es pot trobar a Xile, concretament a les regions de Coquimbo i de Valparaíso.